# Ljutomer (plaats)
Ljutomer (Duits:Luttenberg, Prekmurees: Lutmerk) is een plaats in Slovenië en maakt deel uit van de gemeente Ljutomer in de NUTS-3-regio Pomurska. De plaats telde 3.344 inwoners op 1 januari 2020.
Het centrum van Ljutomer wordt gevormd door een drietal pleinen, die elk hun eigen waarmerk hebben: het Oude plein met de Anna-kapel (1756), het Miklošič-plein met de Florian-kapel (1736) en het Grote plein met het Mariabeeld (1729).
In Ljutomer vond in 1868 de eerste Sloveense Tabor plaats, waaruit de "Taborbeweging" voor Sloveense autonomie in de laatste decennia van de 19e eeuw ontstond.